# Sirolimus
Sirolimus (INN), ook bekend onder de naam rapamycin, is een immuniteitsonderdrukkend geneesmiddel, dat gebruikt wordt om afstoting na een niertransplantatie tegen te gaan.
Het (niet antibiotische) macrolide Sirolimus werd ontdekt als product van de bacterie Streptomyces hygroscopicus in een bodemmonster van Paaseiland — een eiland dat ook bekend is als "Rapa Nui". Het is een complexe molecule met vijftien chirale centra, en met meerdere functionele groepen: geconjugeerd trieen, lacton, lactam, keton, hydroxy en ether.

## Experimenteel onderzoek
Bij muizen zorgde deze stof voor een levensduurverlenging van om en nabij de 25%. Een studie in "Nature" toonde een levensverlenging aan van 38% in oude vrouwtjesmuizen. Er is een studie gaande met honden.
 Bij mensen is het aangetoond dat het afweersysteem er door wordt versterkt.

## Gebruik
Het gebruik van het middel na levertransplantaties is een niet-geregistreerd gebruik. De firma Pfizer moest voor dit off-label gebruik een boete in de Verenigde Staten incasseren van 491 miljoen dollar. Sirolimus is verkrijgbaar onder de naam Rapamune® en werd geproduceerd door de firma Wyeth, die inmiddels is overgenomen door Pfizer.
In Nederland is het beschikbaar als drank en als omhulde tabletten van 1 en 2 mg.